# Rimning

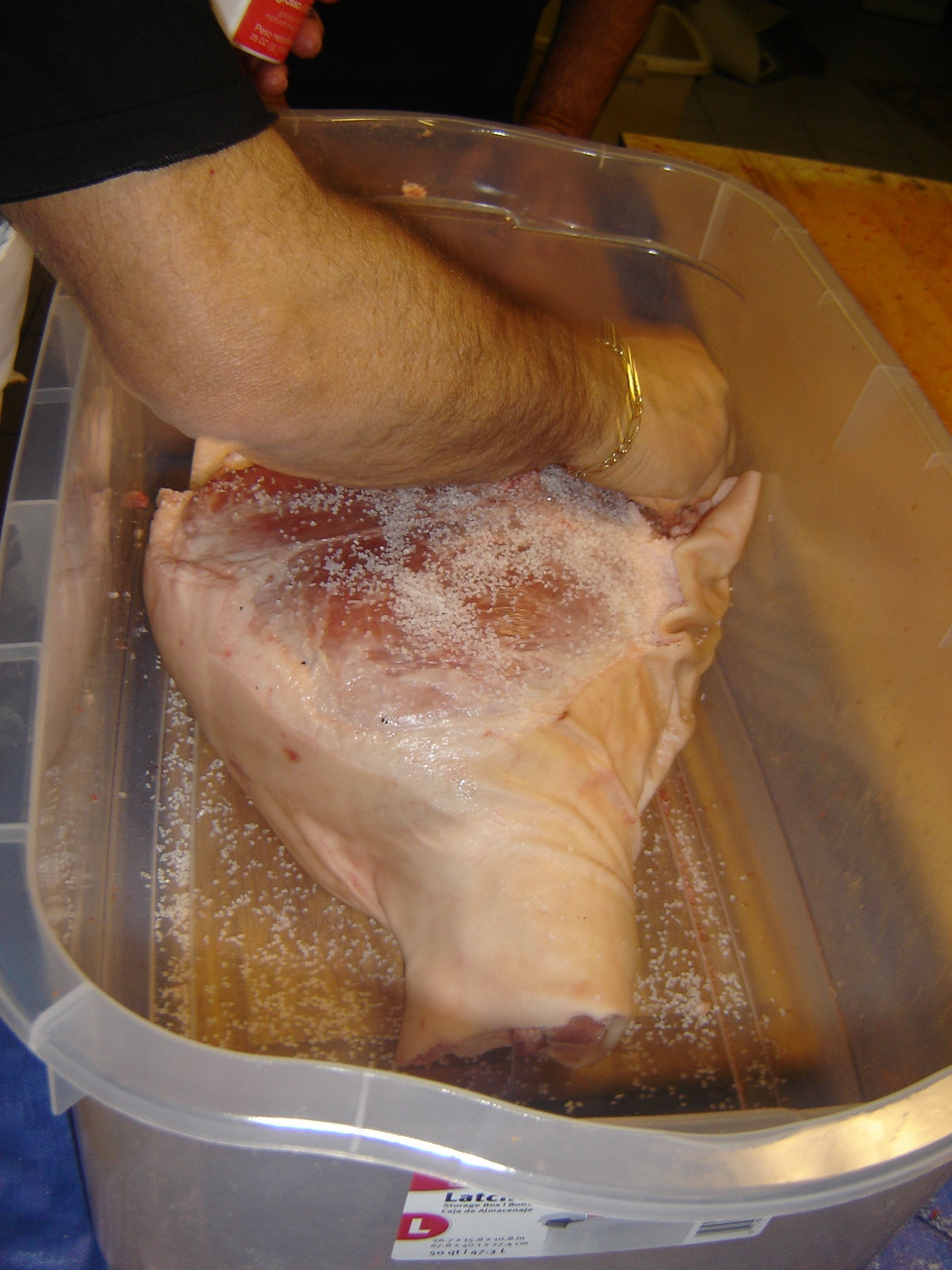
Rimning av skinka.

Rimning är en gammal konserveringsmetod som innebär att man saltar kött eller fisk så att det håller för längre förvaring, och samtidigt ger en salt smak åt den tillagade maten. Även socker ger en konserverande verkan och smak, varför det numera oftast blandas med saltet. Rimningen kan ske genom att köttet gnids in med en blandning av socker och salt eller genom att man först kokar en lag på vatten, salt och socker. När den kallnat lägger man köttet i lagen. Rimning kan också vara en kombination av de två.

## Maträtter

### Svensk husmanskost
- Saltkött
- Rimmad tunga
- Rimmad oxbringa
- Rimmad lax
- Julskinka
- Rimmat bog- eller sidfläsk
- Fläsklägg